# Campeonato Carioca de Futebol de 1982 - Terceira Divisão
O Campeonato Carioca da Terceira Divisão de 1982 foi uma edição da terceira divisão do campeonato estadual de futebol profissional do Rio de Janeiro. A competição foi organizada pela Federação de Futebol do Estado do Rio de Janeiro (FERJ).
Ao final do certame, sagrou-se campeão o Siderantim e vice-campeão o Rio Branco. Ambos foram promovidos para a Segunda Divisão de 1983.

## Participantes
- Associação Atlética Cabofriense, de Cabo Frio
- Associação Esportiva XV de Novembro, de Araruama
- Clube Esportivo Rio Branco, de Campos
- Cruzeiro Futebol Clube, de Niterói
- Esporte Clube Siderantim, de Barra Mansa
- Heliópolis Atlético Clube, de Belford Roxo
- Nacional Foot-Ball Club, de Duque de Caxias
- Nova Friburgo Futebol Clube, de Nova Friburgo
- Rio das Ostras Futebol Clube, de Rio das Ostras
- Tamoyo Esporte Clube, de Cabo Frio
- Tomazinho Futebol Clube, de São João de Meriti
- União Esportiva Coelho da Rocha, de São João de Meriti